# Запис дуд у парку (Сикирица)
Запис дуд у парку (Сикирица) се налази на парцели чији је власник Општина Параћин.

## Локација
| Општина             | Параћин                                                                     |
| Катастарска општина | Сикирица                                                                    |
| Потес               | Село                                                                        |
| Координате          | 43° 46′ 48″ С; 21° 24′ 51″ И / 43.780099999999997° С; 21.414300000000001° И |
| Надморска висина    | 144m                                                                        |

## Карактеристике
Дендрометријске вредности утврђене на терену и сателитским снимцима:
| Стабло                     | Дуд |
| Висина стабла              | m   |
| Обим дебла                 | m   |
| Пречник крошње             | 12m |
| Пречник дебла              | m   |
| Висина дебла до прве гране | m   |

## База записа
Запис је у оквиру Викимедија пројекта "Запис - Свето дрво" заведен под редним бројем 1142.